# Bengt Morberg
Bengt Morberg, född 1 juni 1897 i Västerås domkyrkoförsamling, död 26 september 1968 i Stockholm, var en svensk gymnast. Han blev olympisk guldmedaljör 1920.